# Varvarini légitámadás
1999. május 30-án NATO-vadászgépek légicsapást mértek a Nagy-Morava folyón átívelő varvarini hidra Szerbiában. A támadásnak 10 halálos áldozata, és több mint 30 sebesültje volt, ebből 17-en súlyos.
A bombázás idején becslések szerint mintegy 3000-3500 ember tartózkodott a híd 150 méteres körzetében. Alig 150 méternyire található a templom is, ahol akkor éppen egyházi ünnepség folyt, a közelben pedig hetivásárt tartottak. Ezáltal a hídnak aznap elég nagy volt a forgalma, számos gyalogos, kerékpáros és autós kelt át rajta.
A támadásnak két hulláma volt, 13:00 és 13:25 óra között, amelynek során két sugárhajtású NATO-vadászgép rakétákat lőtt ki a Nagy-Morava folyó két partját összekötő varvarini hídra bármiféle előzetes figyelmeztetés nélkül. Szemtanúk szerint a gépek néhány száz méter magasságban repülhettek. A körülbelül 100 méteres hosszúságú híd darabjai a detonáció után a vízbe zuhantak, három ember azonnal meghalt, és legalább öt másik súlyosan megsebesült. A vadászgépek 3-6 perccel az első támadási hullám után visszatértek és két újabb rakétát lőttek ki, melyek hét ember halálát okozták, és tizenkettőt megsebesítettek azok közül, akik a néhány perccel korábbi támadás áldozatainak segítségére siettek.
A rakétatámadás során számos épület is megrongálódott.
Az 1999. május 31-ei sajtótájékoztatón a NATO sajtószóvivője, Jamie Shea az újságírók kérdéseire válaszolva legitim stratégiai célpontként említette a hidat. Ezzel szemben a valóságban a híd semmiféle katonai célt nem szolgált. A NATO a támadást elismerte, viszont a civil áldozatok létét nem erősítette meg.
Varvarin 35 polgára vádat emelt a NATO ellen Németországon keresztül. Ugyan német harci gépek nem vettek részt a támadásban, de Németország támogatta a Jugoszlávia elleni fellépést - mondották. Az állampolgárok félmillió eurós kártérítést követeltek az 1999. május 30-ai események miatt, viszont a német állam képviselői kérték a vád ejtését azzal az indokkal, hogy elkerülhetetlen volt a Balkánon a NATO bevetése egy „humanitárius katasztrófa” megelőzésének érdekében.